# Bristol Scout F
Bristol Scout F là một loại máy bay tiêm kích hai tầng cánh của Anh, chế tạo vào năm 1916.

## Tính năng kỹ chiến thuật (Mercury)
Dữ liệu lấy từ Barnes 1970, tr. 133
Đặc điểm tổng quát
- Kíp lái: 1
- Chiều dài: 20 ft 0 in (6,10 m)
- Sải cánh: 29 ft 7 in (9,02 m)
- Chiều cao: 8 ft 4 in (2,54 m)
- Diện tích cánh: 260 ft2 (24,15 m2)
- Trọng lượng rỗng: 1.440 lb (653 kg)
- Trọng lượng có tải: 2.260 lb (1.025 kg)
- Động cơ: 1 × Cosmos Mercury, 315 hp (235 kW)

Hiệu suất bay
- Vận tốc cực đại: trên mực nước biển 145 mph (233 km/h)
- Vận tốc lên cao: lên độ cao 10.000 ft (3.050 m) 1.850 ft/min (9,4 m/s)

Vũ khí trang bị
- 2× Súng máy Vickerss 0.303 in (7,7 mm)